# 盖利
盖利（Samuel R. Gayley，19世纪—1862年），美北长老会派遣到中国的传教士。
1856年10月出发，次年到达中国上海。1861年5月转往山东登州，先在稍早抵达登州的美南浸信会传教士海雅西（J. Boardman Hartwell）处落脚，后来租住观音堂，建立起山东省第一处长老会。1862年7月，盖利去烟台迎接来登州的梅理士一家，感染霍乱，尚未到达登州即不治身亡。